# Emory (Teksas)
Emory – miasto w Stanach Zjednoczonych, w stanie Teksas, w hrabstwie Rains. W 2000 roku liczyło 1 021 mieszkańców.